# ちょっとしたレコ発2014
『ちょっとしたレコ発2014』（ちょっとしたレコはつ2014）は、日本のシンガーソングライター・椎名林檎が2014年5月から6月にかけて開催したコンサート。

## 概要
このコンサートは椎名がセルフカバー・アルバム『逆輸入 〜港湾局〜』（2014年5月27日）の発売を記念して開催した全4公演のコンサートである。5月26日・27日には「ちょっとしたレコ発2014 〜横浜港へ逆輸入〜」として神奈川・大さん橋ホールで、6月5日・6日には「ちょっとしたレコ発2014 〜大阪港へ逆輸入〜」として大阪市・サンケイホールブリーゼで開催された。アルバム発売日であり椎名のデビュー16周年目となる5月27日の公演は、WOWOWで『生中継！椎名林檎 思い付きライブ ちょっとしたレコ発2014 〜横浜港へ逆輸入〜』というタイトルで生中継された。

## セットリスト
横浜公演
| 1. ポルターガイスト 2. 母国情緒 3. カプチーノ 4. SG〜Superficial Gossip〜 5. 労働者 6. 喧嘩上等 7. 雨傘 8. 青春の瞬き 9. 望遠鏡の外の景色 10. 天国へようこそ 11. とりこし苦労 | 1. 少女ロボット 2. 遭難 3. 禁じられた遊び 4. 愛妻家の朝食 5. 化粧直し 6. 私の愛するひと 7. traveling（宇多田ヒカルのカバー） 8. 主演の女 アンコール 9. 逆さに数えて 10. 今夜はから騒ぎ （大阪公演「真夏の脱獄者」） |

## 公演日程
| 公演日        | 会場                                       |
| ------------- | ------------------------------------------ |
| 2014年5月26日 | 大さん橋ホール（神奈川県横浜市中区）       |
| 2014年5月27日 | 大さん橋ホール（神奈川県横浜市中区）       |
| 2014年6月5日  | サンケイホールブリーゼ（大阪府大阪市北区） |
| 2014年6月6日  | サンケイホールブリーゼ（大阪府大阪市北区） |

## バンドメンバー
八九三
- キーボード：林正樹
- アコーディオン：佐藤芳明
- ベース：鳥越啓介
- ドラム：みどりん